# Neuseeländische Cricket-Nationalmannschaft in England in der Saison 2004
Die Tour der neuseeländischen Cricket-Nationalmannschaft nach England in der Saison 2004 fand vom 20. Mai bis zum 13. Juni 2004 statt. Die internationale Cricket-Tour war Bestandteil der Internationalen Cricket-Saison 2004 und umfasste drei Tests. England gewann die Serie 3–0.

## Vorgeschichte
Für beide Mannschaften war es die erste Tour der Saison.
Das letzte Aufeinandertreffen der beiden Mannschaften bei einer Tour fand in der Saison 2002 in England statt.

## Stadien
Die folgenden Stadien wurden für die Tour als Austragungsort vorgesehen und am 12. September 2003 bekanntgegeben.
| Stadion               | Stadt      | Kapazität | Spiele  |
| --------------------- | ---------- | --------- | ------- |
| Headingley Stadium    | Leeds      | 17.000    | 2. Test |
| Lord’s Cricket Ground | London     | 30.000    | 1. Test |
| Trent Bridge          | Nottingham | 15.350    | 3. Test |

## Kaderlisten
Neuseeland benannte seinen Kader am 8. April 2004.
England benannte seinen Kader am 16. Mai 2004.
| Test | Test |
| England | Neuseeland |
| --- | --- |
| - Michael Vaughan (K) - Marcus Trescothick (VK) - Mark Butcher - Andrew Flinthoff - Ashley Giles - Stephen Harmison - Matthew Hoggard - Nasser Hussain - Geraint Jones (wk) - Simon Jones - Martin Saggers - Andrew Strauss - Graham Thorpe | - Stephen Fleming (K) - Nathan Astle - Chris Cairns - James Franklin - Brendon McCullum (wk) - Craig McMillan - Chris Martin - Kyle Mills - Jacob Oram - Michael Papps - Mark Richardson - Scott Styris - Daryl Tuffey - Daniel Vettori |

## Tour Matches
| 3. – 5. Mai Scorecard | Cambridge | New Zealanders 0-0d (0) & 128-3 (35.1) | – | British Universities 0-0d (0) |
|                       |           | Remis                                  |   |                               |

| 7. – 10. Mai Scorecard | Worcester | Worcestershire 270-9d (77.1) & 318-6d (67.4) | – | New Zealanders 379-7d (85.1) & 77-1 (23) |
|                        |           | Remis                                        |   |                                          |

| 13. – 16. Mai Scorecard | Canterbury | New Zealanders 409 (114.3) & 211 (52.4) | – | Kent 432-9d (91) & 189-1 (51) |
|                         |            | Kent gewinnt mit 9 Wickets              |   |                               |

| 28. – 31. Mai Scorecard | Leicester | New Zealanders 413 (111) & 357-5d (69.4) | – | Leicestershire 210 (60.4) & 232 (79.3) |
|                         |           | New Zealanders gewinnt mit 328 Runs      |   |                                        |

## Tests

### Erster Test in London
| 20. – 24. Mai Scorecard | London (Lord’s) | Neuseeland 386 (102.4) & 336 (121.1) | – | England 441 (124.3) & 282-3 (87) |
|                         |                 | England gewinnt mit 7 Wickets        |   |                                  |

Der ehemalige Kapitän der englischen Mannschaft Nasser Hussain verkündete nach dem Spiel seinen Rücktritt vom internationalen Cricket.

### Zweiter Test in Leeds
| 3. – 7. Juni Scorecard | Leeds | Neuseeland 409 (143.2) & 161 (41) | – | England 526 (133.1) & 45-1 (33) |
|                        |       | England gewinnt mit 9 Wickets     |   |                                 |

### Dritter Test in Nottingham
| 10. – 13. Juni Scorecard | Nottingham | Neuseeland 384 (121) & 218 (81) | – | England 319 (85.3) & 284-6 (71.3) |
|                          |            | England gewinnt mit 4 Wickets   |   |                                   |

## Statistiken
Die folgenden Cricketstatistiken wurden bei dieser Tour erzielt.
| Tests              | Tests      | Tests   | Tests   | Tests   | Tests   | Tests   | Tests   | Tests   |
| Batting            | Batting    | Batting | Batting | Batting | Batting | Batting | Batting | Batting |
| Spieler            | Mannschaft | Spiele  | Innings | Runs    | Average | HS      | 100s    | 50s     |
| ------------------ | ---------- | ------- | ------- | ------- | ------- | ------- | ------- | ------- |
| Mark Richardson    | Neuseeland | 3       | 6       | 369     | 61,50   | 101     | 1       | 2       |
| Marcus Trescothick | England    | 3       | 6       | 322     | 64,40   | 132     | 1       | 2       |
| Stephen Fleming    | Neuseeland | 3       | 6       | 308     | 51,33   | 117     | 1       | 1       |
| Andrew Strauss     | England    | 3       | 6       | 273     | 45,50   | 112     | 1       | 2       |
| Graham Thorpe      | England    | 3       | 5       | 237     | 79,00   | 104*    | 1       | 1       |
| Bowling            |            |         |         |         |         |         |         |         |
| Spieler            | Mannschaft | Spiele  | Overs   | Wickets | Average | BBI     | 5W      | 10W     |
| Steve Harmison     | England    | 3       | 169.2   | 21      | 22,09   | 4/74    | 0       | 0       |
| Chris Cairns       | Neuseeland | 3       | 97.3    | 12      | 31,58   | 5/79    | 1       | 0       |
| Andrew Flintoff    | England    | 3       | 104.5   | 10      | 29,10   | 3/60    | 0       | 0       |
| Ashley Giles       | England    | 3       | 114     | 9       | 33,55   | 4/46    | 0       | 0       |
| Matthew Hoggard    | England    | 3       | 109     | 9       | 42,77   | 4/75    | 0       | 0       |

## Player of the Series
Als Player of the Series wurden die folgenden Spieler ausgezeichnet.
| Serie | Player of the Series           |
| ----- | ------------------------------ |
| Test  | Steve Harmison Mark Richardson |

### Player of the Match
Als Player of the Match wurden die folgenden Spieler ausgezeichnet.
| Spiel   | Player of the Match |
| ------- | ------------------- |
| 1. Test | Andrew Strauss      |
| 2. Test | Geraint Jones       |
| 3. Test | Graham Thorpe       |